# Ashley Bruner
Ashley Rae Bruner (Norman, 3 dicembre 1991) è un'ex cestista e allenatrice di pallacanestro statunitense.